# Telègon
Segons la mitologia grega, Telègon (en grec antic Τηλέγονος, "el que ha nascut lluny") va ser un heroi, fill dels amors d'Odisseu i de Circe. Una altra versió menys estesa el fa fill d'Odisseu i Calipso.
Telègon no apareix a l'Odissea, i el trobem als poemes cíclics. Havia donat nom a un poema sencer, la Telegonia, escrita per Eugamó de Cirene.
Telègon va ser educat per la seua mare Circe a l'illa d'Ea després de la marxa d'Odisseu. Quan va arribar a l'edat viril va saber qui era el seu pare i se'n va anar a Ítaca per donar-se a conèixer. Arribat a l'illa, va apoderar-se d'una part dels ramats que eren del rei. Odisseu va voler defensar les seves propietats i en la lluita va ser ferit pel seu fill, que tenia una llança que duia espines de rajada, un peix que es pensava que produïa ferides mortals, i l'heroi va morir. Telègon va reconèixer la seva víctima i va plorar el seu crim. Va agafar el cadàver i el va portar fins a l'illa de Circe, acompanyat de Penèlope, que no volia abandonar el cos del seu marit. Allà es va casar amb Penèlope i Circe els va enviar a les illes dels Benaurats. Es deia que del matrimoni de Penèlope i Telègon havia nascut Ital, l'heroi epònim d'Itàlia. S'atribuïa també a Telègon la fundació de Túsculum, i de vegades, la de Praeneste.